# Dram karabakho
Il dram karabakho (o dram dell'Artsakh) è stata la valuta ufficiale della repubblica dell'Artsakh. Tuttavia essa era una moneta dal valore prettamente simbolico dal momento che non esisteva una Banca centrale di emissione e la moneta circolante nello stato era soprattutto il dram armeno.

## Storia
Nel 1998 appaiono in circolazione alcune monete coniate in metallo prezioso e destinate al mercato dei collezionisti.
La prima vera emissione del dram karabakho è del 2004 con due banconote da due e dieci dram..
Nello stesso anno vengono coniate anche sette monete: due di alluminio da 50 luma (raffiguranti rispettivamente un cavallo ed un'antilope che salta), tre di alluminio da un dram (raffiguranti rispettivamente un gattopardo, un fagiano e san Gregorio Illuminatore) e due monete in bronzo-alluminio raffiguranti la cattedrale di Shushi e una testa di pietra.
La stampa ed il conio sono stati curati dalla Österreichische Staatsdruckerei (Austria State Printing House).
Nel maggio 2018 a Shushi è stato inaugurato un museo del dram.
Dal 1º gennaio 2024 non viene più usata a causa dello scioglimento della Repubblica dell'Artsakh.
| Serie 2004 | Serie 2004        | Serie 2004 | Serie 2004 | Serie 2004             | Serie 2004                                | Serie 2004 | Serie 2004 | Serie 2004 |
| Valore     | Colore principale | Immagine   | Immagine   | Descrizione            | Descrizione                               | Data di    | Data di    |            |
| Valore     | Colore principale | Fronte     | Retro      | Fronte                 | Retro                                     | Stampa     | Emissione  |            |
| ---------- | ----------------- | ---------- | ---------- | ---------------------- | ----------------------------------------- | ---------- | ---------- | ---------- |
| 2 dram     | Rosso             |            |            | Monastero di Gandzasar | Croce cristiana e Gesù Cristo             | 2004       | 2004       |            |
| 10 dram    | Verde             |            |            | Monastero di Dadivank  | ponte di Coda aferin tappeto del Karabakh | 2004       | 2004       |            |